# Alfonso Fernández Burgos
Alfonso Fernández Burgos (El Repilado, Jabugo, 1954) es un escritor español, especializado en novela, cuento y columna literaria y licenciado en Ciencias de la Información (Periodismo) por la Universidad Complutense de Madrid. 

## Biografía
En el año 1999 Tusquets Editores publica su primera novela Al final de la mirada, con la que había obtenido el premio de novela Juan Pablo Forner. En el año 2001 participa con esta obra, en representación de novela en lengua española, en el Festival du Premier Roman de Chambery (Francia). Este texto lo sitúa en el panorama literario como un autor de lenguaje cuidado, un narrador con oficio que sabe a la perfección lo que es construir un mundo coherente cargado de sentido y de vida interior.
Su segunda novela, Skins, propone una nueva forma de narrar y pertenece a esa estirpe de textos que generan su propia significación. Fue publicada en el año 2007.
Como escritor de cuentos recibe el Premio Fernández Lema por Propósito y Excusa, el Premio Villa Murchante de cuentos, el segundo premio de narrativa Café Bretón por Prédicas y desiertos y es finalista del Premio Hucha de Oro con "Lencería" y del Premio Mario Vargas Llosa-NH de relatos con "Las Fuentes del Nilo".
Su última publicación en el género de narrativa breve es el libro de relatos Mujer con perro sobre fondo blanco (1999). En cada uno de los relatos de este libro es visible el afán de experimentación de este autor. En ellos se aprecia su defensa de la escritura como hecho artístico, una propuesta de vitalidad creadora, continencia estilística e inteligencia narrativa. Al mismo tiempo todos los relatos coinciden en poner el dedo en la llaga de la corrección social, que no es otra cosa que hipocresía. Esta actitud solo puede permitirse en la literatura.
También ha publicado, como columnista literario, las series Prédicas y Desiertos, Tiempos modernos, Old dreams, Semáforo en ámbar, Nihil obstat y Pecados veniales. 
Como profesor de escritura ha impartido cursos de novela en el Taller de Escritura de Madrid y en los Talleres de escritura Fuentetaja. En la actualidad es profesor del Máster de Narrativa y de cursos de escritura de novela y relato en la Escuela de Escritores.
Fue el director del Museo de la Palabra y presidió el jurado del Premio Internacional de Microrrelatos que convoca anualmente.
En el año 2008 el Ayuntamiento de Jabugo, su pueblo natal, reconoce su valor literario y asigna su nombre a la biblioteca municipal del barrio de El Repilado.

## Obra publicada

### Novelas
- Al final de la mirada (Tusquets Editores, 1999).
- Skins (Gens Ediciones, 2007).

### Relatos
- Mujer con perro sobre fondo blanco (Gens Ediciones, 2004).
- Extinciones (Gens Ediciones, 2014).

### Columnas literarias
- Prédicas y Desiertos.
- Tiempos modernos.
- Old dreams.
- Semáforo en ámbar.
- Nihil obstat.
- Pecados veniales.

## Galardones
- 2007: Finalista del Premio Vargas Llosa-NH por Las fuentes del Nilo.
- 2006: Finalista del Premio Herralde por Skins.
- 2004: Finalista del Premio Hucha de Oro por Lencería.
- 2004: Segundo premio de narrativa Café Bretón por Prédicas y desiertos.
- 1998: premio de novela Juan Pablo Forner por Al final de la mirada.
- 1998: Premio Villa Murchante.
- 1996: Premio Fernández Lema por Propósito y excusa.

## Entrevistas
- Antonio Jiménez le entrevista para literaturas.com

## Reseñas
- Manuel Talens reseña Al final de la mirada en .
- Diario Sur reseña Skins en
- Ámbito cultural reseña Extinciones en